# Pierce County, Nebraska
Pierce County är ett administrativt område i delstaten Nebraska, USA, med 7 266 invånare. Den administrativa huvudorten (county seat) är Pierce.

## Geografi
Enligt United States Census Bureau så har countyt en total area på 1 489 km². 1 486 km² av den arean är land och 3 km² är vatten. 

### Angränsande countyn
- Cedar County - nordöstra
- Wayne County - öst
- Madison County - syd
- Antelope County - väst
- Knox County - nord